# Ludgershall Castle
Ludgershall Castle är ett slott i Storbritannien.   Det ligger i grevskapet Wiltshire och riksdelen England, i den södra delen av landet, 110 km väster om huvudstaden London. Ludgershall Castle ligger 133 meter över havet.
Terrängen runt Ludgershall Castle är platt, och sluttar söderut. Runt Ludgershall Castle är det ganska tätbefolkat, med 179 invånare per kvadratkilometer. Närmaste större samhälle är Andover, 10,4 km sydost om Ludgershall Castle. Trakten runt Ludgershall Castle består till största delen av jordbruksmark.